# NGC 319
NGC 319 је спирална галаксија у сазвежђу Феникс која се налази на NGC листи објеката дубоког неба.
Деклинација објекта је - 43° 50' 19" а ректасцензија 0h 56m 57,6s. Привидна величина (магнитуда) објекта NGC 319 износи 13,4 а фотографска магнитуда 14,3. NGC 319 је још познат и под ознакама ESO 243-13, MCG -7-3-1, PGC 3398.